# Gerhard Konopa

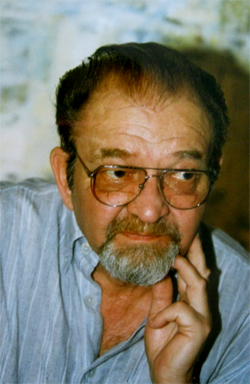
Gerhard Konopa

Gerhard Konopa (* 4. Januar 1935 in Herne; † 23. Mai 2002 ebenda) war ein deutscher Kunstmaler und Farbdesigner.

## Leben
Gerhard Konopa studierte von 1957 bis 1959 freie und angewandte Malerei an der Werkkunstschule Dortmund u. a. bei den Professoren Gustav Deppe und Wilhelm Strauß sowie bei Bruno Foltynowicz. Während seines Studiums unternahm er eine ausgedehnte Studienreise nach Südfrankreich.
Konopa war später als Farbdesigner tätig und für eine Vielzahl von Fassadengestaltungen verantwortlich (Privathäuser, Industriegebäude, Empfangshallen). Im Rahmen dieser Tätigkeit hielt er auch zahlreiche Vorträge (z. B. beim Deutschen Malertag). Darüber hinaus war er bis zu seinem Tod im Jahr 2002 als freier Maler tätig und nahm an Ausstellungen im In- und Ausland teil.

## Ausstellungen (Auswahl)

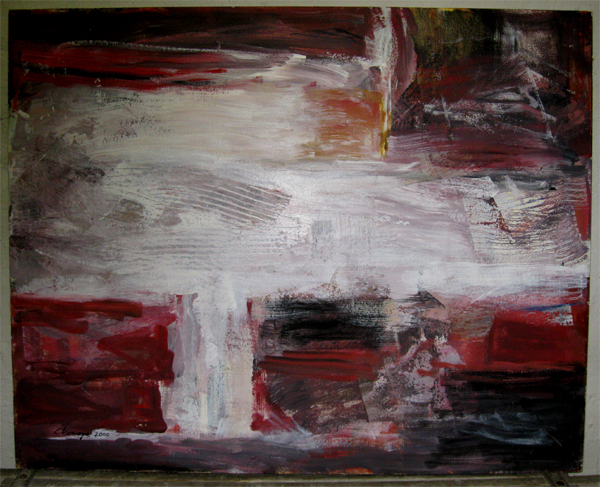
Das Bild entstand im Rahmen einer Italienreise, nach einem Besuch von Pompeji.

- 1981: Herner Kulturtage, auch in den folgenden Jahren
- 1983: Galerie Schollbrockhaus, Herne
- 1984: Städtische Galerie im Schlosspark Strünkede, Herne
- 1985: Künstlergalerie Hofgeismar
- 1989: Jahresausstellung Flottmann-Hallen
- 1990: Herner Künstlerbund
- 1993: Städtische Galerie im Schlosspark Strünkede, Herne
- 1997: Galerie des Forschungsinstituts Bildender Künste, Nürnberg
- 1999: Theaterfoyer Würzburg – Theaterfoyer Nordhausen
- 2001: Schollbrockhaus und Galerie Kunstantin, Herne
- Ausstellungen mit dem Herner Künstlerbund in Frankreich, Großbritannien und Polen

Aufträge: Kunst am Bau
Arbeiten im öffentlichen und privaten Besitz